# Thorvald Madsen
Thorvald John Marius Madsen (18 février 1870 à Frederiksberg - 14 avril 1957 à Gjorslev) est un médecin et bactériologiste danois. Madsen est directeur du Statens Serum Institut de 1910 à 1940.

## Biographie
Il est le fils du général Vilhelm Herman Oluf Madsen.
Pendant la Première Guerre mondiale, Thorvald Madsen, en sa qualité de directeur du Statens Serum Institut, est fortement impliqué dans le travail humanitaire pour les prisonniers de guerre. À partir de 1916, Madsen effectue plusieurs visites d'inspection dans des centres de détention en Russie, où les conditions sont très discutables. Il aide des Danois-Schleswigers, qui ont fait leur service militaire allemand et ont fini par être prisonniers de guerre. Thorvald Madsen est également impliqué dans le travail de sélection des prisonniers de guerre malades qui sont envoyés au Danemark dans le cadre des conditions d'échanges de prisonniers entre, d'une part, l'Autriche-Hongrie et l'Allemagne, d'autre part, la Russie .
Dans les années 1921-1937 il est président du Comité d'hygiène de la Société des Nations. L'OMS actuelle s'appuie fortement sur le travail de la Commission de la santé.
Madsen est chevalier du Dannebrog en 1902, Dannebrogsmand en 1918, commandeur du 2e degré en 1920, du 1er degré en 1927 et reçoit la Grand-Croix en 1937.
Il est enterré au cimetière de Garrison.